# 트레보욱시아목
트레보욱시아목(Trebouxiales)은 트레보욱시아강에 속하는 녹조류 목의 하나이다. 에스토니아에서 발견된다.

## 하위 과
- 포도송이말과 (Botryococcaceae)
- 트레보욱시아과 (Trebouxiaceae)